# Stenotarsus ferruginatus
Stenotarsus ferruginatus is een keversoort uit de familie zwamkevers (Endomychidae). De wetenschappelijke naam van de soort werd in 1958 gepubliceerd door Strohecker.